# سانتا ایزابل (تولیما)
سانتا ایزابل (انگلیسی: Santa Isabel, Tolima) یک منطقه مسکونی در کلمبیا است.